# Cathédrale Sainte-Sophie de Nicosie
Cette  cathédrale n’est pas la seule cathédrale Sainte-Sophie.
La cathédrale Sainte-Sophie de Nicosie (actuellement mosquée Selimiye, ou en turc : Selimiye Camii) est la cathédrale gothique catholique, devenue mosquée, située au cœur de Nicosie (« Lefkoşa », partie rattachée à la république de Turquie), capitale de Chypre. Héritage de l'époque des Croisades, elle constitue un des principaux monuments de la ville.
La mosquée Selimiye est abritée dans la plus grande et la plus ancienne église gothique encore existante à Chypre (dimensions intérieures : 66 × 21 m), probablement construite sur le site d'une ancienne église byzantine.
Au total, l'ancienne cathédrale a une capacité d'accueil de 2 500 fidèles avec 1 750 m² disponibles pour le culte. C'est le plus grand bâtiment historique survivant à Nicosie, et selon les sources, elle « pourrait avoir été la plus grande église construite en Méditerranée orientale au cours du millénaire entre la montée de l'islam et la fin de la période ottomane ». C'était l' église de couronnement des rois de Chypre.

## Origine
La cathédrale actuelle pourrait avoir été édifiée sur le site d'une église byzantine (orthodoxe) déjà appelée Haghia Sophia (« sainte Sophie », soit la Sagesse divine). À la suite de la prise de contrôle de Chypre par les Croisés en 1191, l'édification du sanctuaire a été commanditée par Alix de Champagne, épouse du roi Hugues Ier. La construction a été lancée en 1208 par Eustorge de Montaigu — l'un des premiers archevêques latins de Nicosie — et sa consécration a eu lieu en 1326. L'édifice a été élevé par des architectes et des maçons français dans le pur style des cathédrales gothiques de France. Parce qu'il s'agissait de la plus grande église de Chypre, c'est elle qui accueillait les cérémonies de couronnement des rois Lusignan (maîtres de l'île de 1192 à 1489).

## Histoire

### Construction et période franque
On ne sait pas exactement quand la construction de la cathédrale a commencé, elle a peut-être progressivement remplacé l'édifice antérieur grecque ou a peut-être été construite à côté de celle-ci. La date citée pour la pose de la première pierre est 1209, et l'archevêque latin de Nicosie responsable de cette tâche est nommé dans diverses sources comme Thierry ou Albert. Il existe des preuves indiquant une date de début antérieure, et même les Templiers ont peut-être fait des efforts pour la construction d'une nouvelle cathédrale pendant leur règne en 1191-1192. Sous les premières années du règne de l'archevêque Eustorge de Montaigu (qui régna entre 1217 et 1250), la construction aurait accéléré. En 1228, l'église était « en grande partie achevée » sous Eustorge. Bien que certaines sources affirment que l'arrivée de Louis IX de France à Chypre en 1248 pour la septième croisade ait donné un coup de pouce à la construction, il n'existe aucune preuve pour étayer cette affirmation. À la fin du XIIIe siècle, les bas-côtés et une grande partie de la nef étaient achevés.
Au cours des XIIIe et XIVe siècles, la cathédrale fut endommagée à deux reprises par des tremblements de terre, en 1267 et 1303,. Le tremblement de terre de 1267 provoqua un retard important dans la construction de la nef. L'archevêque Giovanni del Conte supervisa l'achèvement de la nef et du narthex jusqu'en 1319 et celui de la nef centrale, des contreforts du chevet, de la façade et d'une chapelle/baptistère de 1319 à 1326. Il initia également l'ornementation de la cathédrale avec des fresques, des sculptures, des cloisons en marbre et des peintures murales. En 1326, la cathédrale fut finalement consacrée et officiellement inaugurée par une grande célébration.

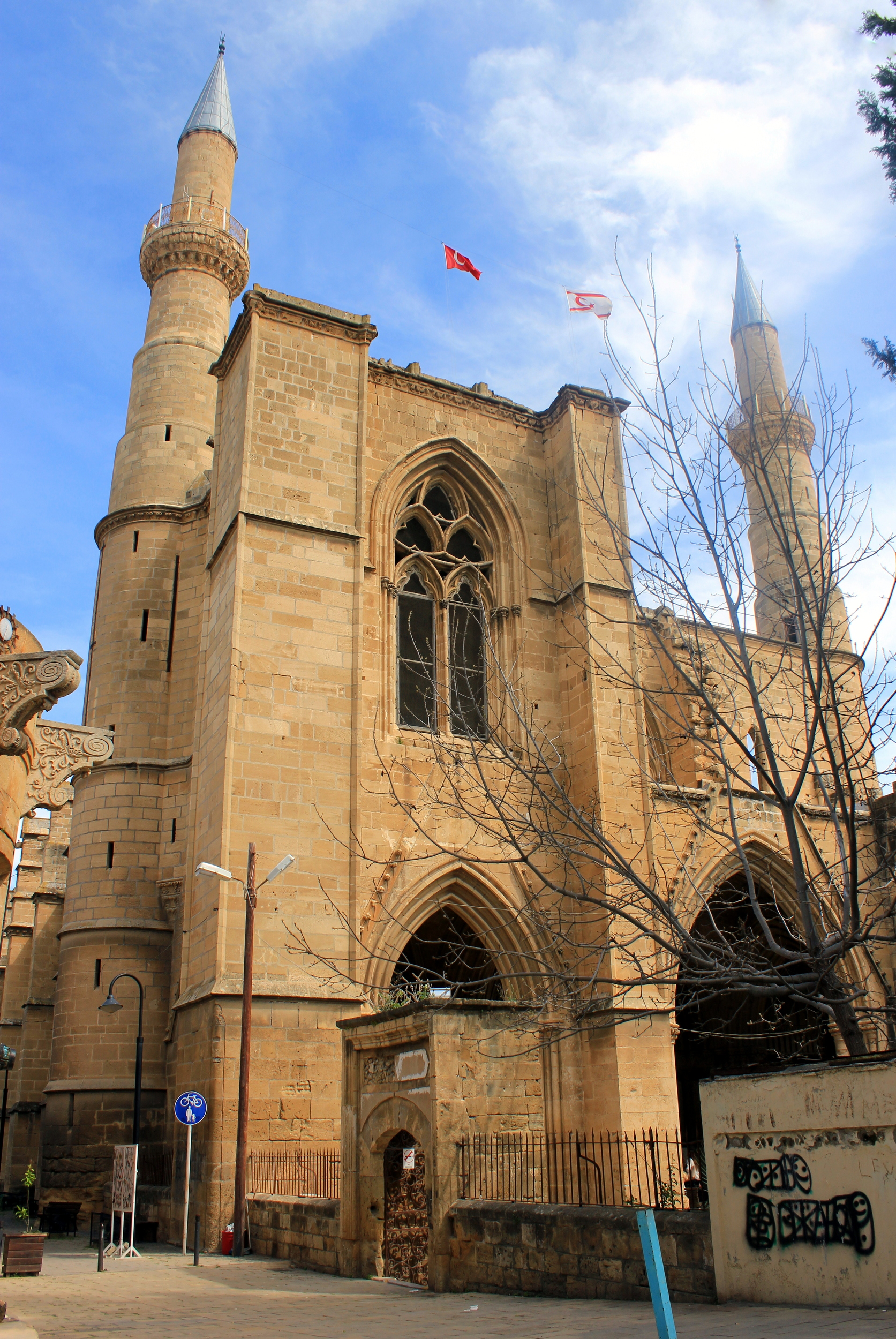
La façade inachevée.

Sous la domination des Lusignan, la cathédrale servit d'église de couronnement des rois de Chypre. Après la conquête génoise de Famagouste, elle devint également l'église de couronnement des rois Lusignan de Jérusalem, et enfin, des rois Lusignan d'Arménie. Elle abrita également les procès des Templiers en 1310.
Bien que la cathédrale ait été inaugurée, le bâtiment était encore inachevé et en 1347, le pape Clément IV émit une bulle papale pour que la cathédrale soit achevée et rénovée car elle avait été touchée par un tremblement de terre. La bulle accordait une période d'indulgence de 100 jours à ceux qui participaient à l'achèvement de la cathédrale, cependant, cet effort n'atteignit pas son objectif. Le portique et la tour nord-ouest furent construits à cette époque et les trois portes du mur ouest furent ornées de structures. Des rois, des prophètes, des apôtres et des évêques étaient représentés sur les reliefs de trois arches.
En 1359, le légat du pape à Chypre, Pierre Thomas, rassembla tous les évêques grecs orthodoxes de Chypre dans la cathédrale, les enferma et commença à prêcher afin de les convertir. Le bruit des cris provenant de la cathédrale rassembla une grande foule à l'extérieur de la cathédrale, qui déclencha bientôt une émeute pour libérer les prêtres et brûla les portes de la cathédrale. Le roi ordonna de sauver le prédicateur, qui sera plus tard réprimandé, de la foule et de libérer les évêques.
En 1373, la cathédrale subit des dommages lors des raids génois sur Chypre.

### Période vénitienne
En 1491 un nouveau tremblement de terre touche l'île et endommage gravement la cathédrale. Un pèlerin en visite a décrit qu'une grande partie du chœur s'était effondrée, que la chapelle des sacrements située derrière le chœur était détruite et qu'un tombeau qui aurait appartenu à Hugues II ou Hugues III de Chypre était endommagé, révélant son corps intact dans ses vêtements royaux et ses reliques en or. Le trésor en or a été emporté par les Vénitiens. Le Sénat vénitien a ordonné la réparation des dommages et a mis en place une commission spéciale, qui a imposé une contribution annuelle de 250 ducats à l'archevêque. La réparation a été très importante et minutieuse ; en 1507, Pierre Mésenge écrivait alors que malgré le fait que le bâtiment ait été « totalement démoli » il y a 20 ou 22 ans, il était alors très beau.
Lorsque les Vénitiens construisirent les murs de Nicosie , la cathédrale Sainte-Sophie devint le centre de la ville. Cela reflétait la position des cathédrales européennes médiévales, autour desquelles la ville s'était construite.

### Période ottomane et conversion en mosquée
En 1570, durant le siège ottoman de la ville, qui dura 50 jours, la cathédrale servit de refuge à un grand nombre de personnes. Lorsque la ville tomba le 9 septembre, l'évêque de Paphos, Francesco Contarini, prononça le dernier sermon chrétien dans l'édifice, dans lequel il demanda l'aide divine et exhorta le peuple. La cathédrale fut prise d'assaut par les soldats ottomans, qui brisèrent la porte et tuèrent l'évêque ainsi que d'autres personnes. La riche décoration de la cathédrale fut détruite, comme les sculptures, les fresques et les vitraux représentant des scènes de l'Ancien et du Nouveau Testament, tandis que les diverses pierres tombales des rois et des princes Lusignan ont également été détruites et saccagèrent le chœur ainsi que la nef. Ils lavèrent ensuite l'intérieur de la mosquée pour la préparer à la première prière du vendredi qui devait avoir lieu le 15 septembre, à laquelle assista le commandant Lala Mustafa Pacha et qui vit la conversion officielle de la cathédrale en mosquée. Au cours de la même année, les deux minarets furent ajoutés sur une partie ouest du bâtiment, ainsi que des éléments islamiques tels que le mihrab et le minbar.
Le premier imam de la mosquée fut Moravizade Ahmet Efendi, originaire de la province de Morée de l'Empire ottoman. Tous les imams ont maintenu la tradition de monter les escaliers menant au minbar avant les sermons du vendredi tout en s'appuyant sur une épée utilisée lors de la conquête de Nicosie pour signifier que Nicosie avait été acquise par la conquête.
Après sa transformation en mosquée, elle devint la propriété de la Fondation Sultan Selim, qui était chargée de son entretien. D'autres donateurs formèrent un certain nombre de fondations pour aider à l'entretien. Okçuzade Mehmed Paşa, gouverneur de Chypre au XVIe siècle, fit don d'une boutique pour fournir des revenus à la Fondation Sultan Selim ; d'autres dons comprennent des domaines à la campagne et d'autres magasins. La fondation employa des administrateurs (mütevelli) pour s'occuper des fonds et transféra 40 000 akçe par an à Médine à la fin du XVIe siècle. Pendant la période ottomane, c'était la plus grande mosquée de toute l'île, et était utilisée chaque semaine par le gouverneur ottoman, les administrateurs et l'élite pour les prières du vendredi. À la fin du XVIIIe siècle, une grande procession composée des principaux fonctionnaires à cheval en tête, suivis de fonctionnaires de rang inférieur à pied, se rendait à la mosquée tous les vendredis.
Les prières du vendredi attiraient également un grand nombre de musulmans de Nicosie et des villages environnants. En raison de la foule qui fréquentait la mosquée, un marché s'est développé à côté de celle-ci et le quartier est devenu un centre commercial. La zone autour de la mosquée est également devenue un centre éducatif, avec la construction de madrasas telles que la Grande Madrasa et la Petite Madrasa à proximité.
En 1874, à la suite de rumeurs selon lesquelles le sultan Abdülaziz visiterait Nicosie, une nouvelle porte, appelée la « porte Aziziye » en l'honneur du sultan, fut construite à l'extrémité est du bâtiment. La porte était un agrandissement d'une fenêtre de l'église des Lusignan préexistante sur le site, et des morceaux de marbre et d'autres matériaux des environs furent utilisés dans sa construction. Les décorations de la porte comprennent une inscription du calligraphe Es-Seyyid Ahmet Şukri Efendi, le professeur de calligraphie du lycée local. L'inscription consiste en un éloge du sultan et mentionne que la porte a été construite sur ordre d'Abdülaziz par Nazif Pacha. Elle est entourée de deux figures ornées représentant des cyprès. La porte fut ensuite utilisée comme entrée pour les femmes, et tomba plus tard en désuétude, restant définitivement fermée.

### LeXXesiècleet la domination britannique
En août 1954, le monument a été rebaptisé Selimiye Camii (« mosquée Selimye ») en l'honneur du sultan Selim II (1566-1574) qui régnait à l'époque de la conquête de Chypre.

## Description
La cathédrale mesure 68 m de long sur 24 m de large et sa hauteur dépasse 21 m. La façade se compose d'une entrée monumentale encadrée de deux clochers inachevés. L'intérieur est fait d'une nef à deux collatéraux ainsi que de petites chapelles. La chapelle du nord est dédiée à saint Nicolas et celles du sud à la Vierge Marie et saint Thomas d'Aquin.

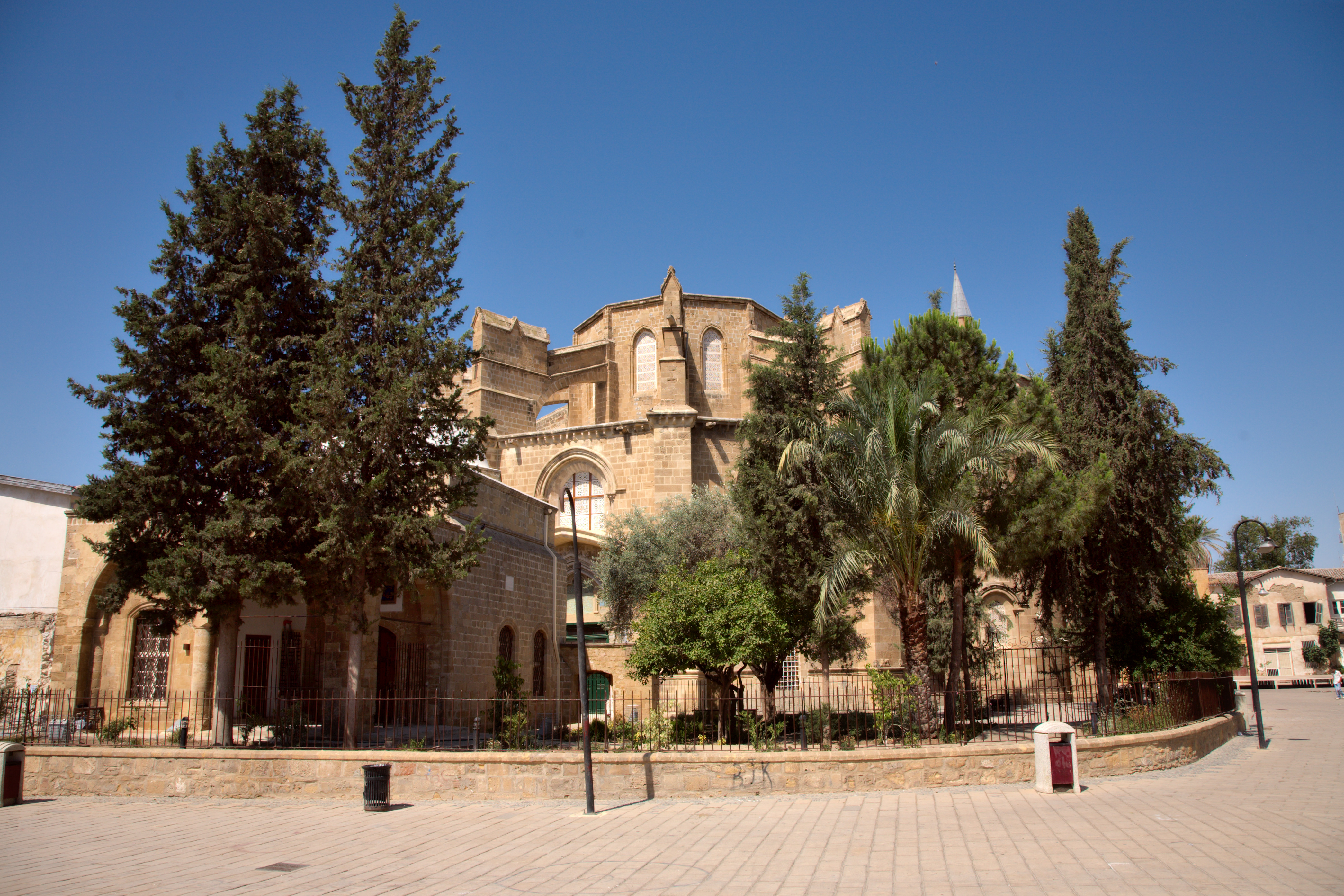
Le chevet de l'ancienne cathédrale, actuelle mosquée.

Le chœur est entouré d'un déambulatoire, mais il n'y a pas de chapelles absidiales. Ce plan suit celui de Notre-Dame de Paris, qui a à son tour influencé un certain nombre d'autres cathédrales. Les transepts sont constitués de chapelles de même hauteur que celles des bas-côtés, et sont rattachés aux deuxièmes travées à l'ouest du déambulatoire. Ce plan suit celui de la cathédrale de Poitiers, qui est l'église épiscopale de la ville française de Lusignan, la ville d'origne de la maison de Lusignan. Les entrées nord et sud se trouvaient initialement dans la quatrième travée de la nef, bien que la porte Aziziye, construite par les Ottomans, se trouve à l'extrémité est de la cathédrale. On pense que l'agencement initial a été calqué sur celui de la cathédrale de Sens.
De nombreux rois et nobles de la période des Lusignan sont enterrés dans la cathédrale. Les dalles de marbre de leurs tombes forment toujours une partie du sol de l'édifice, avec leurs inscriptions et motifs bien conservés.